# داماد فوق‌العاده
داماد فوق‌العاده 
(به تلوگویی: Alludu Adhurs) و داماد شگفت‌انگیز (به انگلیسی: Marvelous son-in-law) فیلمی محصول سال ۲۰۲۱ و به کارگردانی سانتوش سرینیواس است. در این فیلم بازیگرانی همچون بلامکوندا سرینیواس، نبها ناتش، آنو امانوئل، سنو سود، پراکاش راج، ساپتاگیری و مونال گجار ایفای نقش کرده‌اند.